# ای‌ای اسپورتس یواف‌سی ۴
«ئی‌ای اسپورتس یواف‌سی ۴» (انگلیسی: EA Sports UFC 4) یک بازی ویدئویی است که توسط ای‌ای اسپورتس و در سال ۲۰۲۰ و در پلت‌فرم‌های پلی‌استیشن ۴ و ایکس‌باکس وان منتشر شده‌است.